# Franc Šbül
Franc (Ferenc) Šbül ali Žbül, tudi Fran Žbül (po Antonu Trstenjaku) (madžarsko Sbüll Ferenc), slovenski rimskokatoliški župnik in pesnik, * 26. julij 1825, Turnišče (Kraljevina Ogrska), † 12. avgust 1864, Veliki Dolenci.

## Življenjepis
Rodil se je v Turnišču očetu Francu Šbülu st. in materi Magdaleni Barbarič. V Turnišču je končal osnovno šolo. Gimnazijo je začel obiskovati v Kőszegu, zadnja dva razreda pa je z odličnim uspehom opravil v Sombotelu. Študiral je na Dunaju, v seminaru Pazmaneum, ki ga je ustanovil madžarski kardinal Péter Pázmány v 17. stoletju.
Po gimnaziji je bil tajnik, nato pa je deset let opravljal službo kaplana v Svetem Juriju pri Rogašovcih. Od 1858 do 1864 je bil župnik v Velikih Dolencih.

## Delo
Šbül je pisal religiozne članke za madžarski časopis Religio. Napisal je temeljito razpravo o patrinatih na Ogrskem. Ukvarjal se je z latinsko, grško, francosko in nemško književnostjo. Pisal je pesmi v prekmurščini.